# 対馬交通
対馬交通株式会社（つしまこうつう）は、長崎県対馬島内で路線バス、貸切バスを運行するバス事業者である。
本社所在地は長崎県対馬市厳原町小浦144-7。

## 沿革
1928年10月1日に設立された株式会社厳原自動車商会を母体とする。同社は当初、対馬南部の下県郡の厳原 - 鶏知（けち） - 樽ヶ浜間にバスの運行を開始した。このほか鶏知自動車合名会社など数社により対馬島内にバス路線の開設が進められていったが、全国的なバス事業統合の流れに従い、1941年に厳原自動車商会が下県郡内の他社を吸収合併する形で対馬中南部のバス事業者を統合した。この統合により、厳原自動車商会は社名を現社名の対馬交通に変更した。
戦後すぐの時点では、対馬島内には対馬交通の他に対馬北部の上県郡内でバス事業を行う北対馬自動車というバス事業者が存在した。1960年代、大船越瀬戸と万関瀬戸に橋が架けられ、島の南端から北端まで自動車での移動が可能となったのを受けて、対馬交通は北対馬自動車と相互乗り入れ協定を結び、島の北端部へのバス運行を開始した。その後、1970年6月1日に対馬交通が北対馬自動車を吸収合併したことで、対馬島内のバス事業者の一元化が図られた。
1973年、厳原町の中心部である今屋敷地区に本社機能を備えたバスターミナルを建設。
2001年4月、本社を厳原町郊外の小浦地区に移転。バスターミナルと隣接する系列の「対馬交通ホテル」の土地と建物を売却し、旧バスターミナル前に「厳原」バス停を開設した。旧本社ビル跡地一帯は再開発され、対馬市交流センターが建設された（2006年10月竣工）。
2015年5月、対馬市交流センター向かいに観光情報館ふれあい処つしまがオープンし、それまで行先別に散在していた「厳原」バス停をふれあい処つしま内に統合集約。

## 営業所所在地
- 本社・厳原営業所 - 対馬市厳原町小浦144-7 （整備工場を併設）
- 厳原支所 - 対馬市厳原町今屋敷661-3 対馬市交流センター（いづはらショッピングセンターティアラ）内
- 上県営業所 - 対馬市上対馬町比田勝650-3
- 豊玉営業所 - 対馬市豊玉町仁位1295-1

厳原支所には車両の配置はない（定期券・回数券の販売と案内業務を担当）。
また、以前は旧美津島町鶏知・旧峰町三根にもそれぞれ営業所を有していたが、鶏知営業所は1990年代前半、三根営業所は2010年代前半にそれぞれ閉鎖されている。

## 路線
市街地や狭隘路などの一部を除き、自由乗降バスとして運行している。

### 厳原営業所管轄路線
縦貫線
仁位線
赤島線
犬吠（いぬぼえ）線
空港線
鶏知線
三根線
病院線
高校線
仁位・三根線
桟橋－厳原－（曲）－小浦－旧中対馬病院－樽ヶ浜入口（樽ヶ浜）－対馬病院－対馬やまねこ空港－犬吠入口－犬吠・（大山）－小船越－赤島・濃部（のぶ）入口－濃部・仁位－田（た）－三根－鹿見（ししみ）口－仁田－佐須奈－高校前－比田勝－国際ターミナル

厳原－桟橋－対馬高校－小浦－旧中対馬病院－樽ヶ浜入口－犬吠入口－犬吠

厳原－対馬高校－小浦－旧中対馬病院－樽ヶ浜入口－対馬病院

- 国道382号を運行する複数の路線によって構成されている。厳原－対馬病院・対馬やまねこ空港間には区間便も運行されており、島内で最も運行本数が多い区間となっている。
- 縦貫線（厳原－国際ターミナル間）は対馬島内を縦断する路線で、1日5往復運行されている。運行距離が片道90kmを超える日本有数の長大路線のため、対馬やまねこ空港・仁位の2か所で休憩がとられる。また、仁位で運転手が交替する。
- 縦貫線は上県営業所との共管路線である。
- 仁位・三根線は平日夕方に下りのみ1本の運転で、乗車の際には豊玉営業所への事前予約が必要となる。
- 空港線の最終2便は対馬やまねこ空港で長崎からの飛行機の接続を受けるため、フライトの状況によっては遅れることがある。

厳原市内循環線
厳原－桟橋－厳原診療所－対馬高校－厳原中学校前－振興局前－厳原－柳ノ元
- 厳原の市街地を一周した後は市街地南部の柳ノ元まで足を延ばし、9の字型の運行形態になっている。1日4往復運行。

久田・安神線
厳原－柳ノ元－尾浦入口－（尾浦）－安神入口－安神（あがみ）
- 厳原から下島東南部の海沿いにある尾浦・安神の両集落を結ぶ路線である。

内院線
厳原－柳ノ元－尾浦入口－安神入口－内院－浅藻（あざも）
- 厳原から下島南部の内院・浅藻の集落へ向かう路線である。平日2往復・土休日1往復の運行。

浅藻浜線
厳原－柳ノ元－尾浦入口－安神入口－佐須瀬－豆酘（つつ）－浅藻－浅藻浜－奥浅藻
- 厳原から下島を横断し、南西部の豆酘・浅藻の集落を結ぶ。1日2往復の運行。なお、浅藻集落には内院線と浅藻浜線の両路線が乗り入れるが、接続はとられていない。

内山・久根浜・上槻線
厳原－柳ノ元－尾浦入口－安神入口－佐須瀬－上槻（こうつき）
- 厳原－佐須瀬間は浅藻浜線と同ルートを走るが、佐須瀬で分岐して北上し、上槻へ向かう。平日1日2往復、土曜日1往復の運行で日祝日は運休となる。

尾崎線
対馬病院－鶏知宮前－洲藻（すも）入口－尾崎
- 下島北部、旧美津島町内を東西に結ぶローカル線である。平日1日3往復、土休日・学休日は1日2往復の運行。

竹敷線
対馬病院－樽ヶ浜－鶏知宮前－洲藻入口－竹敷－竹敷団地前
- 尾崎線と同様に旧美津島町内のローカル線である。平日1日3往復、土休日・学休日は上り2本・下り1本の運行。
- 2021年10月のダイヤ改正で竹敷－竹敷団地前間が延長された。

### 豊玉営業所管轄路線
小綱循環線
仁位－佐保－志多浦－田－仁位
- 豊玉町内の循環路線である。平日・土曜日は1日2往復、日曜日は田先回りが1日2本・佐保先回りが1本運転される。

青海線
三根－青海
- 三根湾沿いを運行するローカル線である。平日のみ1日2往復の運転。

鹿見線
仁田－女連（うなつら）
- 1日1往復の運行。なお、この路線は女連側を基準としてダイヤが組まれているため、仁田からその日のうちにバスで女連まで往復することはできない。

### 上県営業所管轄路線
舟志・小鹿線
上対馬病院線
上対馬病院－比田勝－舟志－中原－琴（きん）－小鹿
- 上島の海岸北東部を運行する路線である。琴－小鹿間は対馬市営バスと運行区間が重なっているが、両者の接続はとられていない。
- 上対馬病院線は比田勝までの区間便に相当する。比田勝で縦貫線、または対馬市営バスの各路線と接続がとられている。

上対馬高校線
比田勝－高校前
- 上対馬高校のスクールバスに相当する。1日1本の運行で学休日運休。

伊奈線
上対馬病院－比田勝－高校前－佐須奈－湊－仁田－越高－田ノ浜－志多留
- 比田勝から仁田までの大部分は縦貫線と同じ経路を通るが、途中で上島北西部の湊集落へ立ち寄り、仁田からは上島西部の志多留集落へ向かう。1日1往復の運転。
- この路線は志多留側を基準としてダイヤが組まれているので、比田勝方面からその日のうちに志多留までバスで往復することはできない。

### 廃止路線
対馬市営バスに転換されたものと予約制乗合タクシー・コミュニティバスに転換されたものがある。本項では後者について記載する。

#### 対馬市営バス転換路線
鶏知・昼ヶ浦線（予約制）
仁位・廻線
仁位・琴線
仁位・貝鮒線（予約制）
仁位・見世浦線（予約制）
櫛・佐賀線
比田勝循環線
比田勝・唐舟志線（予約制）
詳細は対馬市営バスの当該項を参照。

#### 予約制乗合タクシー・コミュニティバス転換路線
五根緒・舟志間予約制乗合タクシー
上対馬病院－比田勝－舟志－中原－五根緒（ごねお）
- 上対馬病院－中原間は舟志・小鹿線と同ルートを走るが、中原で分岐して上島東北部の舟志湾の入口に面した五根緒の集落を結ぶ。1日4往復（土休日1日3往復）の運転で、1便は前日まで、2便以降は乗車60分前までに上県タクシーへの電話予約が必要。

田ノ浜・樫滝線
田ノ浜・佐賀線
（ハートランド）－仁田診療所－仁田－越高－田ノ浜
- 前出の伊奈線のうち、仁田－田ノ浜間の区間便に相当する。
- 対馬交通の路線廃止に伴い、2016年11月1日から予約制コミュニティバスに転換された。3往復が毎日運行の設定で、この他に曜日によって運行区間が変わる便が1往復設定されている。全便とも前日までに地域協議会への電話予約が必要。

予約制乗合タクシー椎根・厳原線
厳原診療所前－桟橋－厳原－士富－（日掛）－小茂田－椎根
- 厳原から下島を横断して島西部の小茂田・椎根を結ぶ。1日4往復（土休日1日3往復）の運転で、1便は前日まで、2便以降は乗車60分前までに対州タクシーへの電話予約が必要[注 3]。
- 予約がない場合は日掛を経由しないため、下りの小茂田・椎根、上りの厳原方面の到着時刻がそれぞれ約8分繰り上がる。

## 乗車券
全路線（対馬市営バス・乗合タクシー含む）に乗車可能な1日フリーパス券を営業所窓口や車内で1040円で発売している。発売当初の2000年代中頃は毎年夏休みの期間限定で販売されていたが、2007年度からは土日祝日に利用可能となり、2015年からは通年に利用範囲が拡大されている。また2010年9月からは全路線乗車可能な1ヶ月フリーパス券も5230円で発売されている。
また、厳原⇔対馬空港間の2枚綴り回数券（1000円）・12枚綴り回数券（5000円）も発売されている。
なお、交通系全国共通ICカードは利用できない。

## 利用状況
乗合バスの2006年度の輸送人員は40万2299人だった。1989年度の輸送人員は約135万だったが年々減少しており、特に2001年と2002年はそれぞれ前年比84.2%、77.8%となり大きく減少した。1989年以降のその他の年は前年比91%〜96%程度で推移している。

## 車両
大型・中型一般路線車はクリーム色地に青帯または水色地にイラストが描かれ、小型一般路線車はメーカーのデザインがそのまま使われている。貸切車は白地にえんじ色と青のストライプ塗装である。一部車両にはツシマヤマネコの絵が描かれているものもある。
メーカーは長年いすゞに統一されていたが、大型貸切車のうち他社から移籍してきた車両の中にいすゞ以外の車両が存在するため、この原則が崩れている。
沿線に狭隘路が多数存在することと過疎化の進行に伴い、運行車両は中型・小型バスが多くなっているが、貸切車としても使用できる大型バスも在籍している。一方、バリアフリー対応の見地からいすゞ・エルガミオ（ワンステップバス・ノンステップバス）・エルガ（ノンステップバス）日野・ポンチョ（ノンステップバス）が導入され、経年車の置き換えが進められている。
この他、対馬市が所有する自家用スクールバスの管理も受託しており、車両番号201番以降は対馬市所有の車両番号の振り分けがされている。
厳原に厳原自動車検査登録事務所があるため、車両のナンバープレートは俗に「離島ナンバー」と呼ばれる九州本土とは異なる番号を付けている。

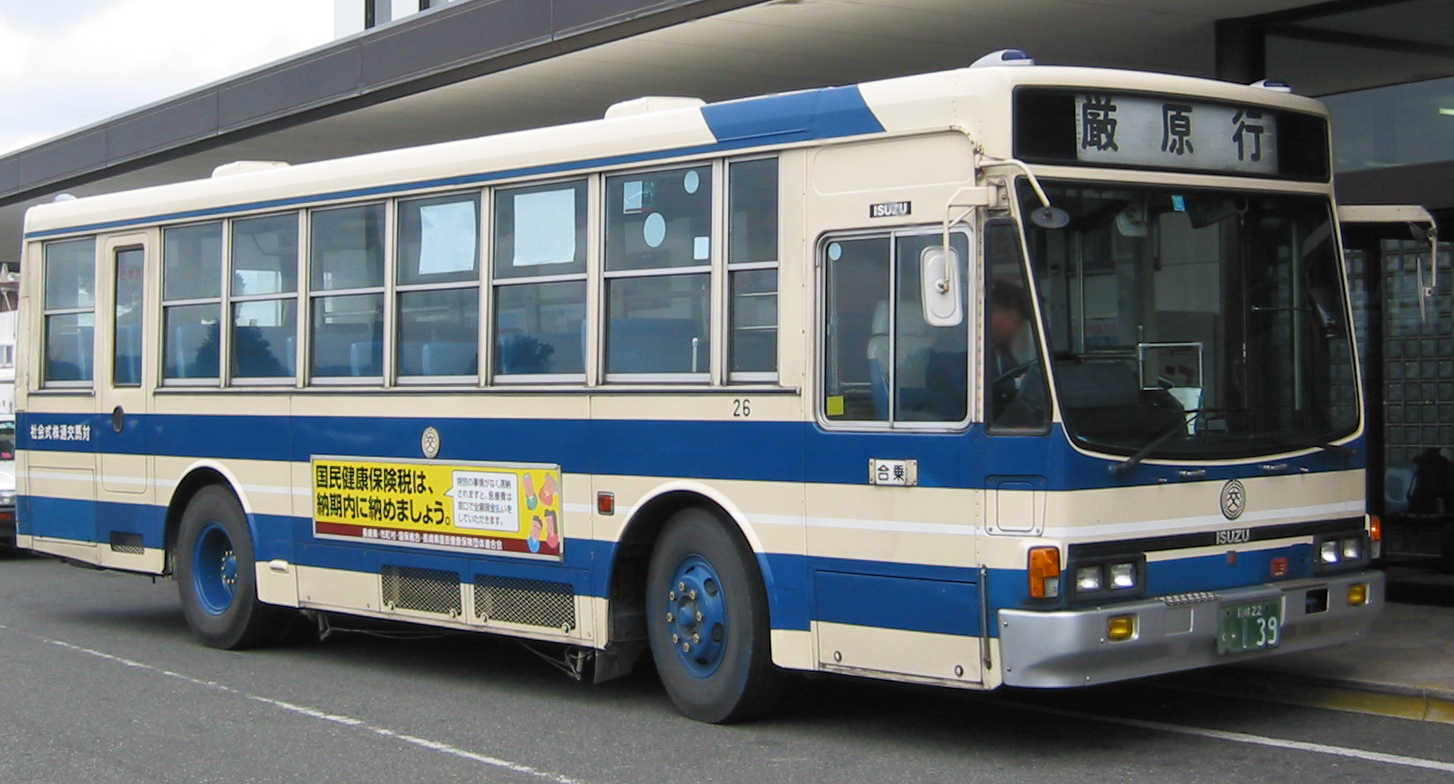
一般路線車（2003年2月）
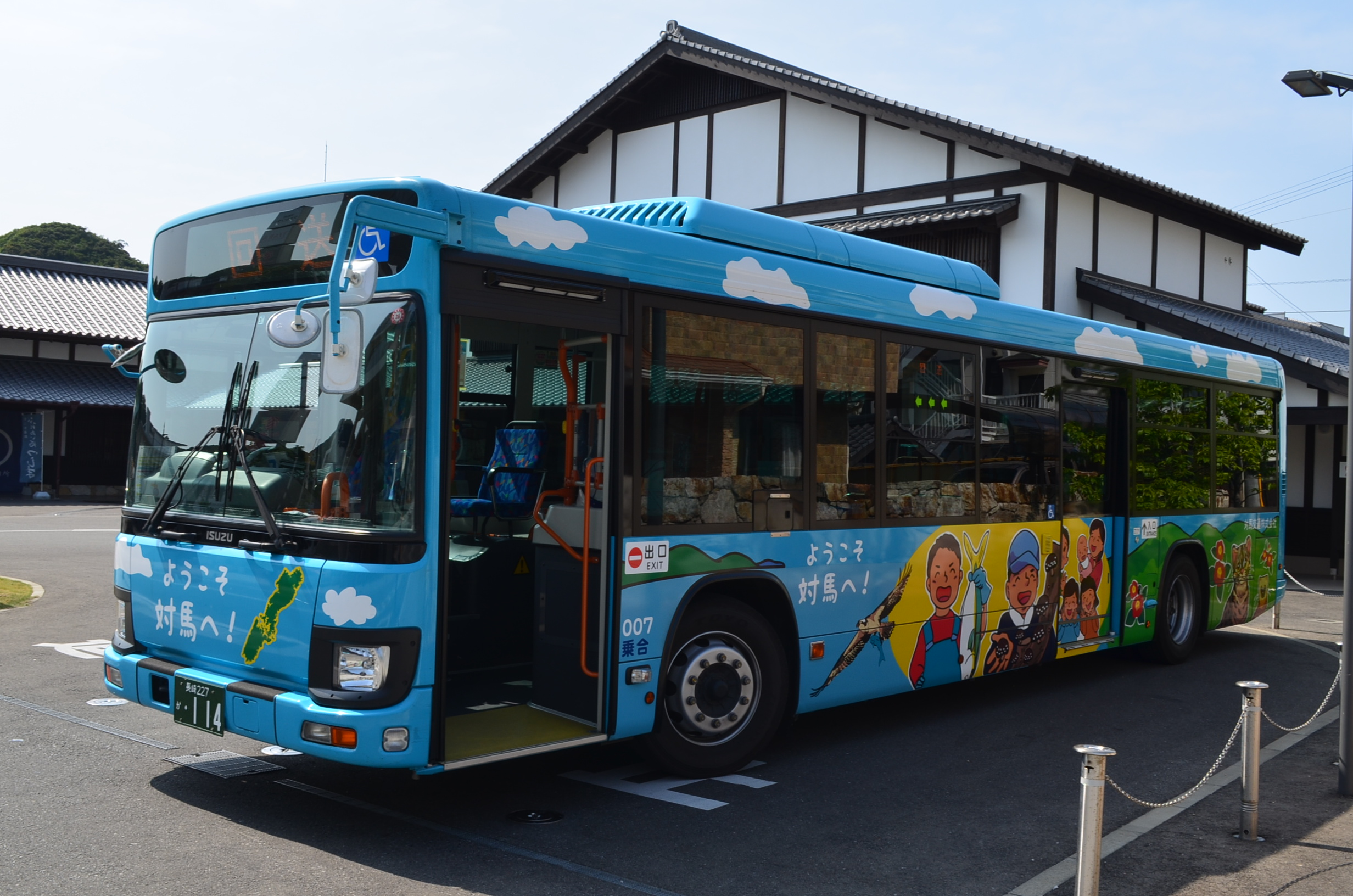
2016年に導入されたいすゞ・エルガノンステップ（2017年6月）